# Brigitte Jeandel
Brigitte Jeandel (1951 – Nancy, 25 gennaio 2022) è stata una sciatrice alpina francese.

## Biografia
Sciatrice polivalente, Brigitte Jeandel debuttò in campo internazionale in occasione del Critérium de la première neige 1968, il 14 dicembre a Val-d'Isère in slalom speciale (26ª); in Coppa del Mondo esordì il 12 dicembre 1969 nelle medesime località e specialità, senza completare la prova, e ottenne il primo piazzamento il 12 dicembre 1970 a Bardonecchia in discesa libera (19ª). In Coppa Europa nella stagione 1971-1972 vinse la classifica discesa libera; nella medesima specialità in Coppa del Mondo ottenne il miglior risultato, il 19 dicembre 1972 a Saalbach (12ª), e prese per l'ultima volta il via, il 10 gennaio 1975 a Grindelwald (48ª). In quella stessa stagione all'VIII Universiade invernale di Livigno 1975, suo congedo agonistico, vinse tre medaglie d'argento: nella discesa libera, nello slalom speciale e nella combinata. Non prese parte a rassegne olimpiche o iridate.

## Palmarès

### Universiadi
- 3 medaglie:
  - 3 argenti (discesa libera, slalom speciale, combinata a Livigno 1975)

### Coppa Europa
- Vincitrice della classifica di discesa libera nel 1972[5]